# 烈火工作室
烈火工作室，又名北京烈火工作室和金山烈火工作室是金山軟件繼西山居之後開設的第二個遊戲工作室，主要開發中國玄幻題材的網頁遊戲。烈火工作室於2003年9月在中國大陸北京市成立，2010年4月被金山軟件撤銷，工作室部分成員併入金山軟件的七尘斋，其餘離職。主要作品為《封神榜》。

## 歷史
刘鹏在1999年加入金山公司，曾任金山影霸项目的项目經理和主程序，2002年底負責設計和研發《劍俠情緣網絡版》的多服務器系統。2003年8月刘鹏回到北京籌備開設「北京烈火工作室」。之後擔任大型多人在线角色扮演游戏《封神榜》项目的技術總監，該项目組由14人組成，使用了六個月時間完成遊戲的開發。2004年10月10日，《封神榜》正式公測，遊戲最初的目標是「保三争五」，爭取遊戲在線人數維持三萬到五萬，最終遊戲的在線人數維持在十八萬。2005年10月，刘鹏出任烈火工作室總經理一職，此時烈火工作室有近百人規模。烈火工作室的開發遊戲集中在神話題材，同時也有因應市場變化轉向開發武俠題材的遊戲。針對中國本土市場，烈火工作室在遊戲中加入各類中國文化元素，如八卦、陰陽、法家、道家等。2008年5月24日，烈火工作室推出《封神榜》續作《封神榜2》。
2009年2月，邹涛擔任金山遊戲部門的首席执行官，並在2009年開始在金山遊戲實行研發和營運分離，並在年底和盛大網絡成立合資公司營運金山旗下的遊戲。同年2月，金山以烈火工作室內部管理混亂和營運不佳為由，從烈火工作室拆分出七尘斋工作室，4月刘鹏離職。拆分後的烈火工作室在當時金山七個工作室的員工薪金排行中為倒數第二，而七尘斋工作室的員工薪金僅次西山居。2009年12月，原盛大首席执行官吴裔敏加入金山，任金山遊戲的首席执行官。2010年4月，金山遊戲召開緊急會議宣佈解散烈火工作室。《封神榜2》的開發工作轉交七尘斋工作室，原烈火工作室成員可以前往選擇前往七尘斋和西山居工作室，開發中的《封神榜3》等项目也轉交七尘斋負責。烈火工作室的人事變動，同時也引來蓝港在线和騰訊等中國大陸遊戲公司搶奪工作室成員。最後烈火工作室只有部分成員併入七尘斋，其餘離職。